# Teitur Þórðarson

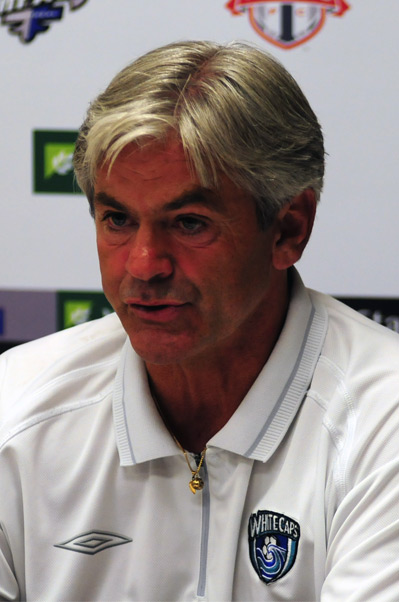
Teitur Þórðarson im Juni 2009

Teitur Benedikt Þórðarson (* 14. Januar 1952 in Akranes) ist ein isländischer ehemaliger Fußballspieler und aktueller -trainer. Der Stürmer gewann in seinem Heimatland und in Schweden als Spieler nationale Titel, ehe er als Trainer in Europa und Nordamerika tätig war.

## Werdegang
Teitur begann seine Karriere bei ÍA Akranes. Nach seinem Debüt für den Klub 1969 avancierte er zudem schnell zum Auswahlspieler in der isländischen Nationalmannschaft, für die er 1972 debütierte. 1970, 1974, 1975 und 1977 gewann er mit seinem Verein jeweils die nationale Meisterschaft. Nach dem vierten Titelgewinn verließ er sein Heimatland und schloss sich dem schwedischen Zweitligisten Jönköpings Södra IF an. Hier erwies er sich wie in Island als torgefährlicher Spieler, so dass er in der Allsvenskan Aufmerksamkeit und Interesse geweckt hatte. Vor der Erstliga-Spielzeit 1978 wechselte er zu Östers IF in die schwedische Eliteserie. An der Seite von Karl-Gunnar Björklund, Peter Nilsson, Björn Andersson und Per-Olof Bild war er in der Allsvenskan mit elf Saisontoren bester vereinsinterner Torschütze und führte den Klub zum zweiten Meistertitel der Vereinsgeschichte. Mit diesem Titelgewinn war er erster ausländischer Spieler, der eine Meistermedaille im schwedischen Fußball erhielt. In der Spielzeit 1980 wiederholte er mit der Mannschaft den Triumph, erneut war er mit elf Saisontoren bester Schütze. Nach vier Toren in neuen Spielen verließ er nach der Hälfte der Spielzeit im Sommer 1981 Schweden und folgte einem Angebot aus Frankreich. Während der schwedische Klub am Saisonende seinen Titel verteidigte, lief er für den RC Lens in der Division 1 auf. Mit 19 Saisontoren platzierte er sich am Saisonende in Frankreich unter den besten fünf Torschützen der Meisterschaft, wenngleich es für seinen Klub nur zum 14. Tabellenplatz reichte. Unter Trainer Gérard Houllier konnte er in der folgenden Spielzeit seinen persönlichen Erfolg nicht wiederholen, so dass er nach zwei Spielzeiten im Sommer 1983 zum Zweitligisten AS Cannes in die Division 2 wechselte. Unter Trainer Jean-Marc Guillou, dem seinerzeit Arsène Wenger assistierte, gehörte er zu den Stammspielern und erzielte neun Tore. Dennoch verabschiedete er sich nach einer Saison in Richtung Schweiz, wo er sich dem Yverdon-Sport FC anschloss. Im Sommer 1985 kehrte er zu Östers IF zurück, in der zweiten Saisonhälfte erzielte er in zwölf Spielen fünf Tore. Nach wenigen Einsätzen in der folgenden Spielzeit ließ er seine Karriere unterklassig bei Skövde AIK als Spielertrainer ausklingen.
Seine erste hauptamtliche Trainerstelle trat Teitur 1988 beim norwegischen Klub SK Brann an. Mit der Mannschaft um Per Egil Ahlsen, Odd Johnsen und Arne Møller erreichte er das Endspiel um den norwegischen Landespokal, das jedoch gegen Rosenborg BK verloren ging. Da der Finalgegner zudem den Meistertitel gewonnen hatte, war er mit dem Verein im Europapokal der Pokalsieger 1989/90 startberechtigt. Gegen Sampdoria Genua gingen beide Spiele verloren, bereits in der ersten Runde war das Europapokalabenteuer beendet. Nach drei Jahren bei Brann wechselte der Trainer innerhalb Norwegens zum Zweitligisten Lyn Oslo. Später war er bei SF Grei angestellt, ehe er 1994 als Trainer von Lillestrøm SK in die mittlerweile unter dem Namen Tippeligaen laufende höchste Spielklasse Norwegens zurückkehrte. Nach zwei Spielzeiten ersetzte ihn der Klub durch Per Brogeland.
Teitur fand eine neue Herausforderung in Estland. Parallel arbeitete er als Trainer von Flora Tallinn und der estnischen Nationalelf, für die er der erste ausländische Betreuer war. Die Landesauswahl führte er in der Qualifikation zur Weltmeisterschaftsendrunde 1998 auf den fünften Platz vor Belarus, gegen dessen Auswahlmannschaft der einzige Sieg im Qualifikationsverlauf gelang. Parallel war er auch mit der Klubmannschaft erfolgreich, neben dem Landesmeistertitel gewann er den Landespokal und den nationalen Supercup. In der Qualifikation zur Europameisterschaft 2000 belegte er mit der Auswahl erneut den fünften Tabellenplatz in einer Sechsergruppe, bei drei Siegen und zwei Unentschieden verhinderte lediglich der schlechtere direkte Vergleich mit den punktgleichen Bosnien-Herzegowina und Litauen eine bessere Platzierung. Unter seiner Leitung stieg die Auswahlmannschaft zudem in der FIFA-Weltrangliste deutlich. Anfang 2000 wurde er für sein Engagement mit dem Orden des Marienland-Kreuzes vom estnischen Staatspräsidenten geehrt.
Teitur kehrte 2000 zum SK Brann zurück. In seinem ersten Jahr noch Vizemeister hinter Rosenborg BK rutschte der Klub in den folgenden Jahren ab und stand 2002 im Abstiegskampf. Erst in den Relegationsspielen gegen Sandefjord Fotball hielt die Mannschaft die Klasse, anschließend gab der Trainer seinen Abschied bekannt und ging erneut zu Lyn Oslo. Hier blieb er nicht lange, zwischen 2004 und 2005 betreute er den norwegischen Drittligisten Ullensaker/Kisa IL. Anschließend kehrte er in sein Heimatland zurück, mit dem isländischen Klub KR Reykjavík wurde er 2006 Vizemeister.
2007 schloss er sich dem nordamerikanischen Klub Vancouver Whitecaps in der USL First Division an. Die Kanadier führte er 2008 zum Finalsieg gegen den Puerto Rico Islanders FC, die Titelverteidigung verpasste er mit der Mannschaft im folgenden Jahr erst durch eine Endspielniederlage gegen Montreal Impact. 2010 wurde die Mannschaft aufgelöst, da mit den Vancouver Whitecaps ein Franchise in der Major League Soccer neu gegründet worden war. Auch hier wurde er Trainer, nach nur einem Sieg in den ersten Spielen entließ ihn der Klub Ende Mai 2011.